# ان‌جی‌سی ۲۷۱
ان‌جی‌سی ۲۷۱ (انگلیسی: NGC 271) نام یک کهکشان مارپیچی در صورت فلکی نهنگ است.